# Lászlóffy Ilona
Lászlóffy Ilona, leányneve: Márton Ilona (Magyardécse, 1927. december 22. – Kolozsvár, 2012. június 13. ) pedagógus, pedagógiai szakíró.

## Életútja
Tanulmányait a kolozsvári Református Leánygimnáziumban (1947) és a Bolyai Tudományegyetemen végezte s ott szerzett pszichológia-pedagógiai szakos tanári diplomát (1951). Tanársegéd ugyanitt, doktori címet nyert (1971), lektor nyugalomba vonulásáig (1984).
Első cikkét a Dolgozó Nő közölte (1952). Pedagógiai tárgyú írásaival a Korunk, Revista de Pedagogie, Tanügyi Újság, Studia Universitatis Babeș-Bolyai hasábjain jelentkezett. Ezek témái egyrészt az erkölcsi és értelmi nevelés köréből valók, másrészt a nevelés gyakorlati kérdéseivel, így tantervelméleti újdonságokkal foglalkoznak. Bakó Bélával és Trózner Piroskával közösen szerkesztett Ábécéskönyv című munkája (1957). Magyarra fordította A. E. Adrianova Nevelőmunka az I. osztályban című könyvét (1958). Két tanulmánya jelent meg a Contribuții la orientarea școlară și profesională című kötetben a szakmai és iskolai tájékozódás eszközeiről és módszereiről, ill. az önismeret jelentőségéről (Dancsuly András és R. Ciura társszerzőkkel, 1969).

## Önálló kötete
- Útmutató az írás-olvasás tanításához az I. osztályban (1957).